# 이황 필적 - 선조유묵첩
이황 필적 - 선조유묵첩 (李滉 筆蹟 - 先祖遺墨帖)은 경상북도 안동시 도산면 퇴계로 1997, 한국국학진흥원에 있는 조선시대의 서첩이다. 2010년 1월 4일 대한민국의 보물 제548-2호로 지정되었다.

## 지정 사유
이들 서첩은 퇴계(退溪) 이황(李滉, 1501~1570)이 자손에게 보낸 서한을 비롯하여 자신의 시문 원고, 타인의 저작을 베낀 것, 당송의 시를 서예적으로 쓴 것 등 젊어서부터 노년에 이르는 여러 필적을 모은 것으로 표지에 '선조유묵(先祖遺墨)'으로 제목이 되어 있다. 표지 숫자 가 “卄三”까지 되어 있어 원래 23첩 이상이었으나 현재 제2, 7, 10, 21, 22첩은 없고 18첩만 전한다. 각 면 왼쪽 상단에 장수(張數)가 표시되어 있다. 제13첩 말미에 1565년에 손자 안도(安道)에게 여러 잠명(箴銘)을 써주었다는 이황의 글이 실려 있듯이 곳곳에 [이안도장(李安道章)]이란 인영(印影)이 있으며, 제12첩과 제18첩 말미에 9대손 이지순(李志淳)의 발문이 있다.
이황의 필적은 「퇴도선생필법」 등과 같이 권호문종택 소장이나 옥산서원소장품 등의 고문서, 유묵, 전적이 이미 일괄유물로 지정된 바 있지만, 이외에도 상계종택(上溪宗宅)의 「선조유묵 (先祖遺墨)」, 도산서원소장 「사문수간(師門手簡)」·「선생수적(先生手蹟)」·「퇴도선생유묵(退陶 先生遺墨)」등이 있다. 이중 본 「선조유묵」은 필적이 가장 다양하고 내용이 교훈적이며 서예 작품으로 뛰어난 예가 많아 국가지정문화재(보물)로 지정할 가치가 있다. 특히 먼저 제1~9첩「가서(家書)」나 제23첩의 「명종대왕행장 원고」는 내용면이나 행초의 서체면에서 주목된다. 서예적으로는 제13첩의 잠명(箴銘), 제14첩의 중자행서 주희(朱熹) 「감흥시(感興詩)」, 제15첩의「대보잠(大寶箴)」, 제20첩 종요(鍾繇), 왕희지(王羲之)등의 필적임서가 중요하다. 그리고 제18첩의 「활인심방(活人心方)」은 당시 도학자들의 체조 내용이 30세 중반의 자필(自筆) 자화(自畵)로 기록되어 있다는 측면에서 특이한 가치가 있다고 평가된다.
이밖에 특기할 점으로 제11첩에 [진성후인(眞城後人)]·[진성장인(李滉章印)]과 제17첩에 [온계(溫溪)]·[진성후인(眞城後人)]·[이황장인(李滉章印)]·[경호(景浩)]라는 인영(印影)이 있다.

## 같이 보기
- 이황

## 참고 자료
- 이황 필적 - 선조유묵첩 (李滉 筆蹟 - 先祖遺墨帖) - 국가유산청 국가유산포털
- 문화재청고시 제2009-129호, 대한민국 관보 제17166호, 94쪽, 2010-01-04